# Patryk Dudek
Patryk Dudek, né le 20 juin 1992 à Bydgoszcz, est un pilote de Speedway polonais.

## Biographie
Patryk Dudek est vice-champion du monde en 2017.

## Palmarès

### Speedway Grand Prixen individuel
- Médaille d'argent en 2017

### Jeux mondiaux
- Médaille d'or en 2017 avec Maciej Janowski et Bartosz Zmarzlik